# 안양봉
안양봉(1968년 2월 18일 ~ )은 KBS 보도본부의 기자이다.

## 학력
- 마산중앙고등학교
- 성균관대학교 신문방송학과 학사
- 성균관대학교 언론대학원 신문방송학과 석사

## 경력
- KBS 창원방송총국 기자
- KBS 탐사제작부 기자
- KBS 과학재난부 팀장
- 2018.04 ~ 2018.09 KBS 사회1부장
- KBS 보도본부 통합뉴스룸(국제) 중국지국장
- ~ 2021.04 KBS 베이징특파원
- 2021.04 ~ 2021.12 KBS 취재1주간
- 2022.04 ~ 2023.11 KBS 시사교양국 본부장
- 2023.11 ~ KBS 통합뉴스룸 네트워크부